# Mount Carbon (Pennsylvanie)
Pour les articles homonymes, voir Mount Carbon.
Mount Carbon est un borough situé au centre du comté de Schuylkill, en Pennsylvanie, aux États-Unis,. En 2010, il comptait une population de 91 habitants. Il est incorporé en 1864.

## Démographie
Lors du recensement de 2010, le borough comptait une population de 91 habitants. Elle est estimée, en 2019, à 89 habitants.

### Source de la traduction
- (en) Cet article est partiellement ou en totalité issu de l’article de Wikipédia en anglais intitulé « Mount Carbon, Pennsylvania » (voir la liste des auteurs).